# Fábricas Agrupadas de Muñecas de Onil
Fábricas Agrupadas de Muñecas de Onil S.A.  (kurz: FAMOSA)  ist einer der größten spanischen Spielwarenhersteller mit Hauptsitz in Alicante und Madrid. Famosa ist ein Spielwarenunternehmen mit Vertriebsniederlassungen in mehr als 95 Ländern und beschäftigt alleine in der Produktion in Spanien mehr als 700 Mitarbeiter. Famosa produziert und vertreibt mehr als 2.400 Artikel unter 50 verschiedenen Markennamen. Die Logistikzentren mit rund 45.000 m² Lagerfläche befinden sich in Ibi und Onil  in der Nähe zum Mittelmeer.

## Geschichte
Im Jahre 1957 gründete eine Gruppe von Kunsthandpuppenmacher in der valenzianischen Stadt Onil in der Provinz Alicante die Fábricas Agrupadas de Muñecas de Onil. Das Tal in der die Stadt Onil liegt gilt als die Wiege der spanischen Puppen- und Spielzeughersteller.
1958 erschien die erste Puppenserie unter dem Namen Güendolina. Ab 1967 wurden Quirón Plüschtiere produziert, eine Marke die auch heute noch vertrieben wird. 1968 wurde die Puppenserie Nancy geboren. Die Serie orientierte sich von Anfang an an aktuellen Modetrends und wurde schnell zum Traum der spanischen Mädchenwelt. Der kommerzielle Erfolg von Nancy beruht zu einem wesentlichen Teil darauf, dass sie von Anfang an mit einer reichhaltigen Garderobe für jede Gelegenheit ausgestattet war und mit verschiedenen Haarfrisuren und Haarfarben hergestellt wurde. 1996 folgte die Marke Barriguitas, eine kleine Babypuppe, die im Laufe der Jahre eine unendliche Anzahl an Zubehör und Outfits hatte. 1997 folgt die Babypuppe Nenuco. 1983 wurde die Spielzeugserie PinyPon herausgebracht, die bis heute mit ihrer Serie von Figuren, Häusern, Yachten, Flugzeugen, Campingzubehör in den Kinderspielzimmern vorhanden ist. 1992 übernimmt Famosa Micro Machines ein Sortiment von Modellautos von wenigen Zentimetern Größe. Davon wurden auch Sets zu Filmen und Serien wie beispielsweise Starship Troopers, Star Trek, Indiana Jones oder Star Wars produziert, die neben den jeweiligen Fahrzeugen teilweise auch Charaktere, Fluggeräte und Schiffe enthielten. 2005 erwirbt FAMOSA die Spielzeugfirma Feber, die unter FAMOSA zum internationalen Erfolg wurde. 2006 erfolgt eine Neuauflage der Nancy Puppe, die das Symbol der Kindheit der Generation von Mädchen in den 1960er und 1970er Jahren war.
2010 wird das Werk Monterrey in Mexiko eröffnet. 2011 erfolgt die Eröffnung der US-Tochterfirma in New Jersey, die für den Markt in USA die Produkte von FAMOSA herstellt und vertreibt.

## Marken
(Auszug)
Eigene Marken sind: Famosa, Feber, Nenuco, Babyland, Nancy, Kukis, PinyPon, Barriguitas, I Love Minnie, Mutant Busters und Quiron. Die Serie Disney Baby wird unter der Lizenz von Disney hergestellt.